# Ben Kennedy
Ben Kennedy (Newcastle, 14 febbraio 1987) è un ex calciatore australiano, di ruolo portiere.

## Palmarès

### Club
- Campionato australiano: 1

Newcastle Jets: 2007-2008